# Battus zetides
The Zetides Swallowtail (Battus zetides) là một loài bướm thuộc họ Papilionidae. Nó được tìm thấy ở Cộng hòa Dominica và Haiti.

## Hình ảnh

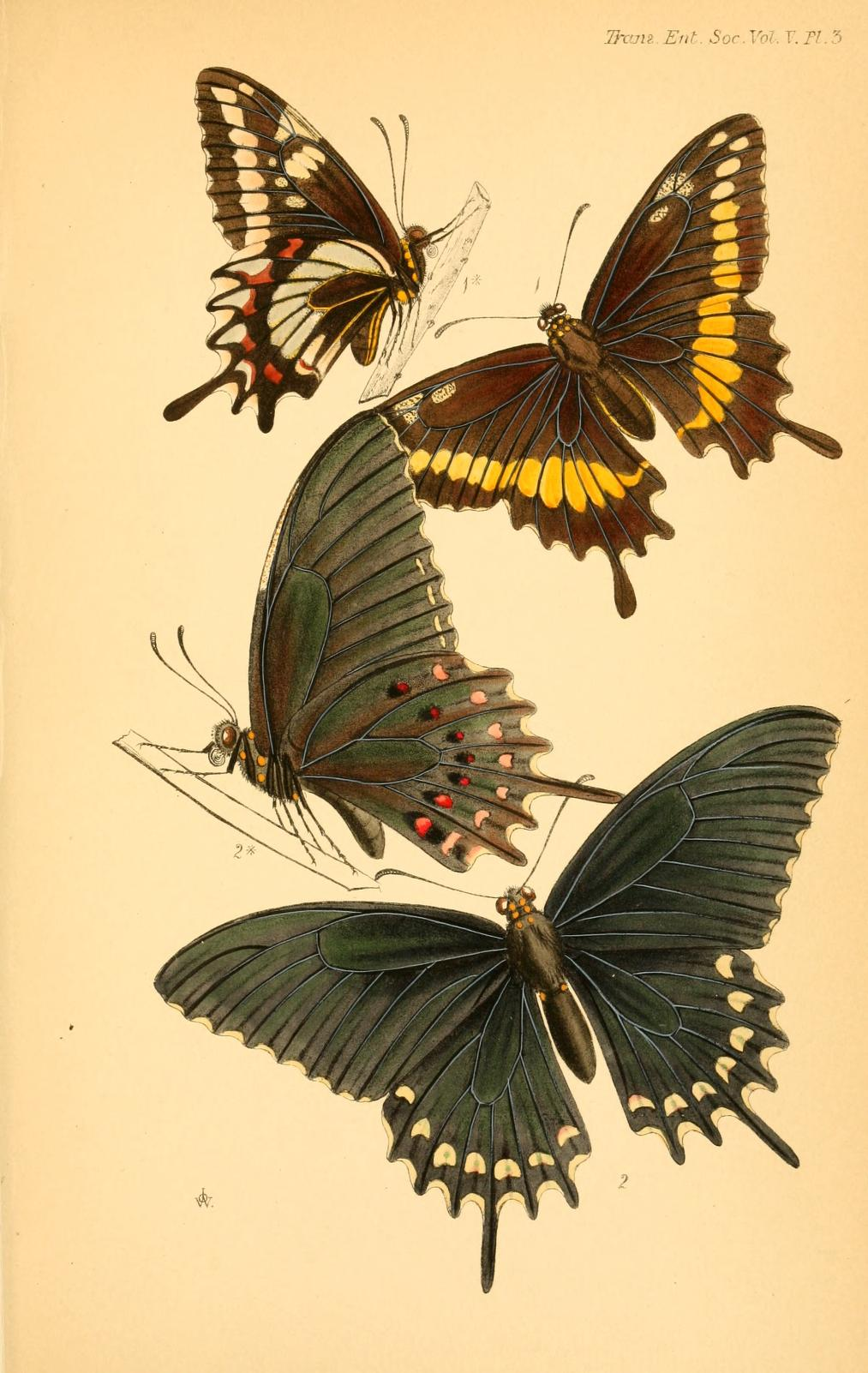